# Апертурний синтез
Апертурний синтез — тип інтерферометрії, який змішує сигнали від набору телескопів для створення зображень із такою ж кутовою роздільною здатністю, що й інструмент розміром із увесь набір. Для кожної відстані та орієнтації діаграма спрямованості інтерферометра дає вихідний сигнал, який є одним із компонентів перетворення Фур’є просторового розподілу яскравості спостережуваного об’єкта. З цих вимірювань створюється зображення (або «карта») джерела. Астрономічні інтерферометри зазвичай використовуються для оптичних, інфрачервоних, субміліметрових і радіоастрономічних спостережень високої роздільної здатності. Наприклад, проєкт Телескоп горизонту подій за допомогою апертурного синтезу отримав перше зображення чорної діри.

## Технічні деталі
Апертурний синтез можливий лише за умови вимірювання як амплітуди, так і фази вхідного сигналу кожним телескопом. Для радіочастот це можливо за допомогою електроніки, тоді як для оптичних частот електромагнітне поле не можна вимірювати миттєво й корелювати програмно, тому світловий сигнал треба передавати в незмінному вигляді для проведення інтерференції. Потрібна точна корекція на час затримки оптичного сигналу та на атмосферну аберацію хвильового фронту, — дуже складна технологія, яка стала можливою лише в 1990-х роках. Тому отримання зображень із апертурним синтезом успішно використовувалось в радіоастрономії ще з 1950-х років, а в оптичній та інфрачервоній астрономії — лише з початку XX століття.
Щоб створити високоякісне зображення, потрібна велика кількість різних відстаней між телескопами (відстань між двома телескопами, спроєктована на площину, перпендикулярну до напрямку на радіоджерело, називається базовою лінією) — потрібно якомога більше різних базових ліній. Кількість базових ліній (nb) для масиву з n телескопів визначається як nb = nC2 = (n2 − n)/2. Наприклад, Дуже великий масив складається з 27 телескопів, які одночасно дають 351 незалежну базову лінію, що дозволяє їм отримувати зображення високої якості.

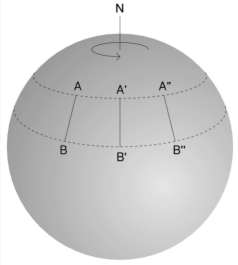
Більшість інтерферометрів апертурного синтезу використовують обертання Землі для збільшення кількості орієнтацій базових ліній. На рисунку базова лінія між телескопами А та В з часом змінює орієнтацію відносно радіоджерела, що забезпечує вимірювання з різними відстанями між телескопами.

На відміну від радіоінтерферометрів, найбільші оптичні інтерферометри наразі мають лише 6 телескопів, що дає гіршу якість зображення, бо базових ліній між телескопами всього 15.
Більшість інтерферометрів апертурного синтезу використовують обертання Землі для збільшення кількості базових ліній у спостереженні без необхідності купувати додаткові телескопи чи переміщувати телескопи вручну, оскільки обертання Землі змінює базові лінії між телескопами.
Використання обертання Землі було детально розглянуто в статті 1950 року «Попередній огляд радіозір у північній півкулі» (A preliminary survey of the radio stars in the Northern Hemisphere). Деякі інструменти використовують штучне обертання решітки інтерферометра замість обертання Землі, наприклад, інтерферометрія з маскуванням апертури.

## Історія
Концепція апертурного синтезу була вперше сформульована в 1946 році австралійськими радіоастрономами Рубі Пейн-Скотт і Джозефом Позі. Працюючи з Дувр-Гайтс у Сіднеї, Пейн-Скотт виконала перші інтерферометричні спостереження в історії радіоастрономії 26 січня 1946 року, використовуючи радіотелескопом радар австралійської армії.
Технологію отримання радіозображень за допомогою апертурного синтезу розробили Мартін Райл та його колегами з радіоастрономічної групи Кембриджського університету. Мартін Райл і Ентоні Г'юіш за цей та інші свої внески у радіоастрономію були нагороджені Нобелівською премією з фізики.
Кембриджська радіоастрономічна група в 1950-х роках заснувала Маллардівську радіоастрономічну обсерваторію поблизу Кембриджа. Наприкінці 1960-х і на початку 1970-х років комп'ютери (такі як Титан) стали спроможні обробляти обернені перетворення Фур'є. Тоді група використала апертурний синтез, щоб отримати апертури в 1 милю та 5 км відповідно за допомогою Одномильного телескопа і Телескопа Райла.
Згодом ця техніка була вдосконалена до інтерферометрії з дуже довгою базою для отримання базових ліній в тисячі кілометрів. Термін «апертурний синтез» також може стосуватися типу радіолокаційної системи, відомої як радар із синтезованою апертурою, але ця технологія технічно не пов'язаня з радіоастрономічним методом і розроблена незалежно.
Спочатку вважалося необхідним проводити вимірювання практично на кожній довжині базової лінії: таке повне дискретизоване перетворення Фур'є формально містить інформацію, точно еквівалентну зображенню зі звичайного телескопа з діаметром апертури, рівним максимальній базовій лінії, звідси й походить назва апертурного синтезу.
Швидко було виявлено, що в багатьох випадках корисні зображення можуть бути створені з відносно рідким і нерегулярним набором базових ліній, особливо за допомогою нелінійних алгоритмів деконволюції, таких як метод максимальної ентропії. Зараз акцент все сильніше зміщується зі спроби синтезувати повну апертуру (що дозволяє реконструювати зображення за допомогою перетворення Фур'є) на спробу синтезувати зображення з будь-яких доступних даних, використовуючи потужні, але обчислювально дорогі алгоритми.